# شهر را بلرزان (فیلم ۲۰۱۳)
شهر را بلرزان (انگلیسی: Rock the Casbah) فیلمی در ژانر درام و کمدی است که در سال ۲۰۱۳ منتشر شد. از بازیگران آن می‌توان به نادین لبکی، لوبنا آزابال، حایم عباس و عمر شریف اشاره کرد.